# Triatlo nos Jogos Pan-Americanos de 1999
As competições de triatlo nos Jogos Pan-Americanos de 1999 em Winnipeg, Canadá, ocorreram no dia 24 de julho. O triatlo é um esporte que combina três modalidades distintas, nas quais os competidores disputam visando obter o melhor tempo geral.
No evento feminino, a canadense Sharon Donnelly conquistou a medalha de ouro; o pódio foi completado pela brasileira Carla Moreno e pela canadense Carol Montgomery, medalhistas de prata e bronze, respectivamente. No masculino, a Venezuela venceu a competição com Gilberto González. Ele foi seguido pelo norte-americano Hunter Kemper e pelo canadense Simon Whitfield.

## Eventos
O triatlo foi incluído na edição de 1995. Quatro anos depois, os eventos foram realizados em Winnipeg no dia 24 de julho.

## Medalhistas
A triatleta canadense Sharon Donnelly ganhou a medalha de ouro na prova feminina, seguida pela brasileira Carla Moreno e por sua compatriota Carol Montgomery. Já a prova masculina terminou com a vitória do venezuelano Gilberto González; o pódio foi completado pelos triatletas Hunter Kemper (medalhista de prata) e Simon Whitfield (medalhista de bronze).
| Evento    | Ouro                            | Prata                            | Bronze                      |
| --------- | ------------------------------- | -------------------------------- | --------------------------- |
| Feminino  | Sharon Donnelly CAN Canadá      | Carla Moreno BRA Brasil          | Carol Montgomery CAN Canadá |
| Masculino | Gilberto González VEN Venezuela | Hunter Kemper USA Estados Unidos | Simon Whitfield CAN Canadá  |

## Quadro de medalhas
Nesta edição, o Canadá liderou o quadro de medalhas, vencendo a prova feminina e conquistando os dois bronzes distribuídos pelos eventos. O título do venezuelano Gilberto González rendeu a segunda posição para o país. Por fim, Brasil e Estados Unidos obtiveram uma prata cada.
| Ordem | País               | Medalha de ouro | Medalha de prata | Medalha de bronze |   |
| ----- | ------------------ | --------------- | ---------------- | ----------------- | - |
| 1     | CAN Canadá         | 1               |                  | 2                 | 3 |
| 1     | VEN Venezuela      | 1               |                  |                   | 1 |
| 3     | BRA Brasil         |                 | 1                |                   | 1 |
| 3     | USA Estados Unidos |                 | 1                |                   | 1 |
| TOTAL | TOTAL              | 2               | 2                | 2                 | 6 |